# Transport ferroviaire en Espagne
Plan
Le transport ferroviaire en Espagne est constitué d'un réseau ferroviaire de types d'écartements différents. Une particularité du réseau espagnol est la longueur importante de lignes à grande vitesse. Le réseau ferroviaire suit un schéma d'organisation en étoile.

## Caractéristiques
En 2017, la longueur totale du réseau est de 15 111 km (dont 9 699 km électrifiés):
- Voie large (1 668 mm) : 11 333 km (6 538 km électrifiés en 3 kV CC)
- Voie normale (1 435 mm) : 2 571 km (entièrement électrifié en 25 kV CA)
- Voie étroite :
  - Voie métrique (1 000 mm) : 1 207 km (dont 400 km électrifiés)
  - (914 mm) : 28 km (entièrement électrifié)
  - (600 mm) : 4 km

L'opérateur principal est Renfe Operadora. Les voies métriques relèvent de certaines communautés autonomes ou de la Renfe Cercanías AM (es), qui a succédé à l'entreprise publique Ferrocarriles de vía estrecha (FEVE).
L'Espagne s'est cependant engagée depuis les années 1980 dans une politique de conversion généralisée de son réseau à l'écartement standard afin de faciliter les liaisons ferroviaires internationales avec les pays voisins (notamment la France), y compris en utilisant des voies à double-écartement.
L'intérêt de l'État central espagnol, qui cherche à développer les radiales, n'est pas toujours convergent avec celui des communautés autonomes, lesquelles peuvent souhaiter des connexions transversales. Cette contradiction s'illustre bien dans le cas du Corridor méditerranéen, d'Algésiras à Barcelone (et au-delà vers la France, l'Italie, la Slovénie...), considéré comme non prioritaire par le gouvernement espagnol.

## Opérateurs
- Renfe Operadora, sur tout le territoire espagnol ;
- Chemins de fer de la généralité de Catalogne, sur certaines voies de Catalogne ;
- EuskoTren, sur certaines voies du Pays basque ;
- Chemins de fer de la Généralité valencienne, sur certaines voies de la province d'Alicante ;
- Services ferroviaires de Majorque (ca), sur certaines voies de Majorque.

### Opérateurs de l'ouverture à la concurrence en 2020
- La société Intermodalidad de Levante SA (Ilsa), filiale ferroviaire de la compagnie aérienne Air Nostrum, envisage d'ouvrir une ligne TGV entre Madrid et Montpellier à partir de 2020. Cette desserte longue de 970 kilomètres  desservirait des villes comme Barcelone comptant 1,68 million d'habitants, Saragosse 661 000, et Madrid 3,165 millions[3],[4].

L'autorité espagnole de la concurrence a donné son aval à l'ouverture de cette première ligne transnationale privée en Espagne 
La SNCF a obtenu un lot comprenant, de cinq allers-retours par jour entre Madrid et Barcelone, cinq entre Madrid et la région valencienne et cinq entre Madrid et l'Andalousie. Elle exploite ces lignes avec la marque commerciale OUIGO España avec des rames TGV 2N2 Euroduplex modifiées,.

## Liste des gestionnaires d'infrastructure ferroviaire
- Administrador de infraestructuras ferroviarias (Adif)